# Mete Kalkavan
Mete Kalkavan (Istanbul, 17 agosto 1979) è un arbitro di calcio turco.

## Carriera
Ha debuttato il 14 settembre 2003 in Süper Lig. Il 24 dicembre 2012 è divenuto internazionale.